# Oplontis

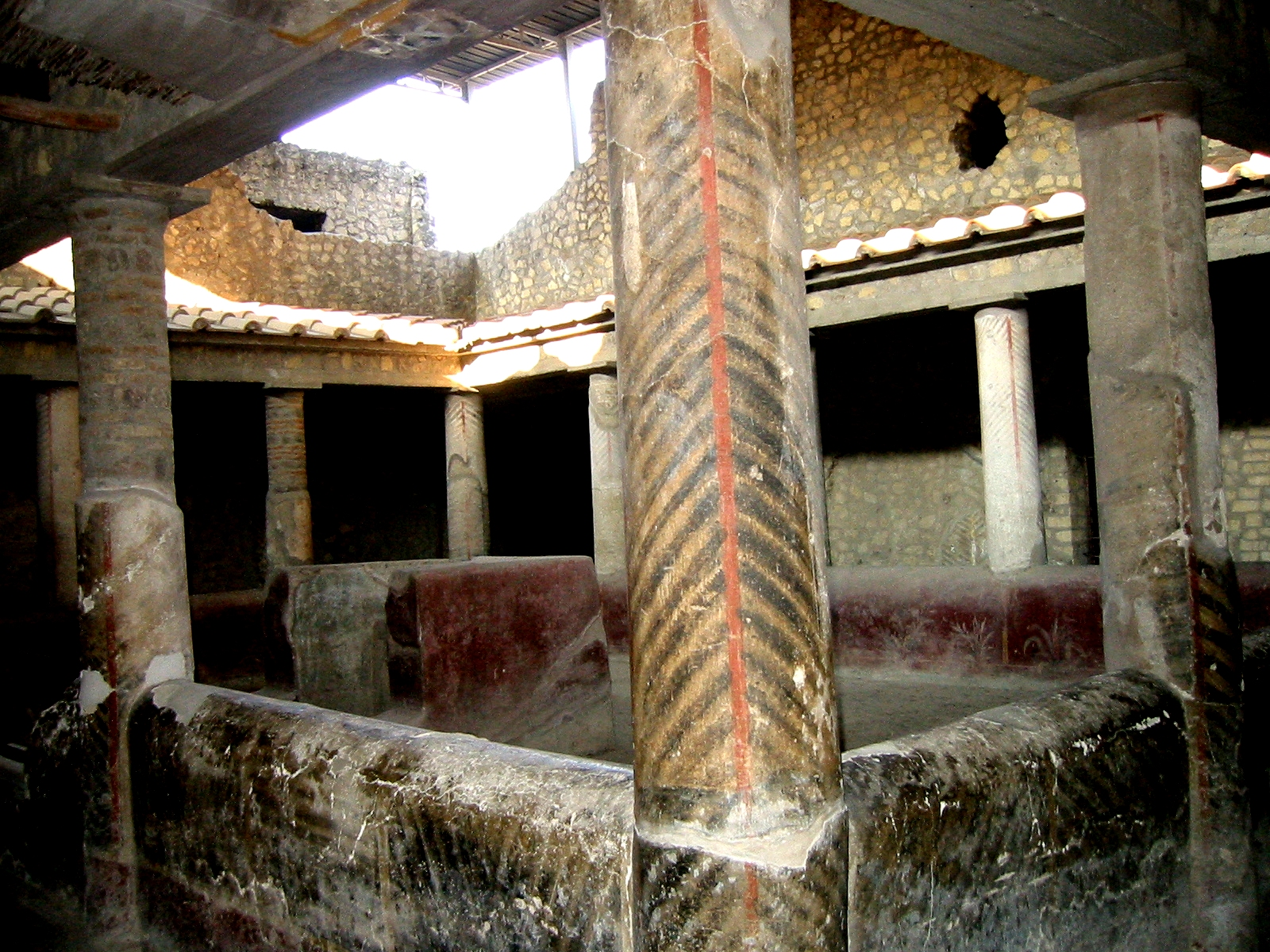
Het rustieke peristylium van de Villa van Poppaea

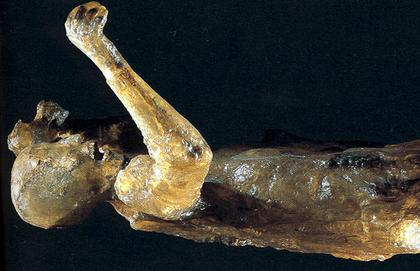
De "dame in hars" uit Villa B

Oplontis was een Romeinse plaats, die lag op de plaats van het huidige Torre Annunziata aan de baai van Napels. Oplontis werd bij de uitbarsting van de Vesuvius in het jaar 79 door as, puimsteen en modder bedekt.
De naam Oplontis is ons alleen bekend van de Tabula Peutingeriana, een Romeinse wegenkaart die oorspronkelijk uit de derde/vierde eeuw stamt. Vermoedelijk was het geen zelfstandige plaats, maar eerder een wijk van Pompeï voor buitenhuizen van de rijken. De eerste serieuze opgravingen vonden plaats in de negentiende eeuw, gevolgd door uitgebreidere opgravingen vanaf 1964.

## Villa A
Op de locatie van Oplontis zijn enkele luxueuze villa’s teruggevonden. Verreweg de belangrijkste daarvan is de Villa van Poppaea. Poppaea Sabina was de tweede vrouw van keizer Nero. Zij of haar familie wordt beschouwd als eigenaar van de villa tijdens de uitbarsting van de Vesuvius in 79. Deze toeschrijving is gebaseerd op een inscriptie op een amfora: Secundo Poppaeae: ‘Voor Secundus <slaaf/ vrijgelatene> van Poppaea’, in combinatie met de omvang en grote luxe van de villa. Tijdens de uitbarsting was de villa niet bewoond. De aanwezigheid van bouwmaterialen en zuilen die langs de muur van een van de vertrekken liggen, wijst erop dat de villa werd verbouwd of uitgebreid.
De villa is gebouwd in de eerste eeuw v.C. Zij heeft een grote ontvangsthal, waarachter een peristylium en een atrium liggen. Aan de westkant daarvan ligt het thermen-gedeelte, aan de oostkant liggen verschillende vertrekken rond een tweede ‘rustiek’ peristylium. Deze waren onder andere bedoeld voor de opslag van landbouwproducten. Tuinen en een groot openluchtzwembad maakten deel uit van het complex.
De villa is vooral beroemd om zijn rijke, goed bewaarde muurschilderingen, die behoren tot de tweede en derde Pompejaanse stijl.

## Villa B
Bij opgravingen in 1975 en 1984 is ook villa B opgegraven. Dit was geen luxueuze villa, maar een commercieel complex dicht bij de zee. Het gebouwencomplex lag op zo'n 50 m van de toenmalige kustlijn en maar twee of drie meter boven het zeeniveau. Op een bronzen zegel werd de naam Lucius Crassus Tertius met erbij een afbeelding van een wijnamfora aangetroffen. Men gaat ervan uit dat hij de eigenaar of zaakvoerder van villa B was. 
Het gebouw gaat terug tot het einde van de tweede eeuw v.C. Het gebouw is opgetrokken rondom een monumentaal peristylium. Aan de noordzijde hiervan waren woongelegenheden met een verdieping, die uitgaven op een aardeweg. Aan de zuidzijde waren voorraadkamers en daarachter een soort veranda die uitgaf op de zee. 
Waarschijnlijk hield de eigenaar zich bezig met wijnhandel, want in en rond het peristylium werden meer dan 1.200 amforen aangetroffen, de meeste van het type voor het vervoeren van wijn. Er werden echter geen werktuigen gevonden voor de productie van wijn. Dus werd het gebouwencomplex waarschijnlijk gebruikt voor het stockeren en verhandelen van wijn, en mogelijk ook andere landbouwproducten. In een kamer werd een grote hoeveelheid granaatappels gevonden, die opgestapeld waren in lagen met lagen hooi ertussen. Ook bevonden zich in een van de ruimtes de resten van een houten kist die onder andere gouden en zilveren halssnoeren, een spaarpotje met geld en glazen flesjes met oliën bevatte. 

### Lichamen
In 1977 werd door archeologen een eerste lichaam gevonden in het noordoostelijke deel van het gebouwencomplex. De holte die het lichaam had achtergelaten werd gevuld met gips. Vervolgens werden in 1984 een dertigtal skeletten gevonden in kamer 10, een voorraadkamer in de zuidelijke helft. Daarnaast werden juwelen gevonden (halskettingen, armbanden, ringen en oorbellen). Deze sieraden werden gedragen door de slachtoffers of werden vervoerd in tassen van al vergaan materiaal. Sommigen van hen hadden grote hoeveelheden munten bij zich.
Bij een skelet, vermoedelijk dat van een vrouw, werd een nieuwe techniek beproefd. De holte achtergelaten door het organisch materiaal werd eerst gevuld met hete was. Vervolgens werd hiervan een matrijs van gips gemaakt die gevuld werd met epoxyhars. Zo bleven het skelet en de voorwerpen op het lichaam van het slachtoffer zichtbaar. Onder en naast het lichaam werden een fijn versierde koperen kan, een ijzeren sleutel, een zilveren munt en een gegraveerde edelsteen gevonden. Het slachtoffer droeg op het lichaam in een geweven mandje vijf gouden ringen, een edelsteen van carneool en gouden onderdelen van een ketting. Rond de arm had het slachtoffer een gouden armband en aan de vinger een ijzeren ring met een gegraveerde carneool. Verder had het slachtoffer een tas in stof met munten en zilver.
In 1991 werd resten van een tweede groep personen gevonden in dezelfde kamer. Dezen hadden geen kostbaarheden zoals munten of juwelen bij zich. Het is mogelijk dat deze personen tot een lagere sociale klasse behoorden.
In het gebouwencomplex werden in totaal meer dan zestig slachtoffers van de uitbarsting gevonden, waartussen twee hoogzwangere vrouwen.